# Khasham (nahija)
Nahija Khasham je nahija u okrugu Deir ez-Zor, u sirijskoj pokrajini Deir ez-Zor. Po popisu iz 2004. (prije rata), nahija je imala 28.718 stanovnika. Administrativno sjedište je u naselju Khasham.